# David Shepherd Nivison
David Shepherd Nivison, né le 17 janvier 1923 et mort le 16 octobre 2014, est un sinologue américain célèbre pour ses publications sur l'histoire, la philologie et la philosophie de la Chine ancienne et impériale tardive, et ses 40 ans en tant que professeur à l'Université Stanford. Nivison est également connu pour son utilisation de l'archéoastronomie afin de déterminer avec précision la date de la fondation de la dynastie Zhou comme en 1045 av. J.-C. au lieu de la date traditionnelle de 1122 av. J.-C.

## Jeunesse
David Shepherd Nivison est né le 17 janvier 1923, à l'extérieur de Farmingdale, dans le Maine. Son grand-oncle, Edwin Arlington Robinson, est un poète du XIXe siècle trois fois récipiendaire du prix Pulitzer.

## Etudes
Nivison entre à l'Université Harvard en 1940, mais, comme beaucoup d'hommes américains de sa génération, ses études sont interrompues par la Seconde Guerre mondiale. Il sert dans l'United States Army Signal Corps en tant que traducteur japonais dans un groupe organisé par Edwin O. Reischauer. Il retourne à Harvard après la fin de la guerre en 1945, et obtient en 1946 un baccalauréat universitaire ès lettres summa cum laude en chinois. Nivison reste à Harvard pour des études supérieures en chinois et obtient son doctorat en 1953 avec une dissertation sur le philosophe chinois du XVIIIe siècle Zhang Xuecheng.

## Carrière académique
Nivison commence à enseigner à l'Université Stanford en 1948, et occupe ensuite un poste conjoint à Stanford dans trois départements : Philosophie, Etudes religieuses et Chinois et Japonais.
Il audite des cours à Stanford et passe l'année universitaire 1952-1953 à Harvard, où il audite le cours de Willard Van Orman Quine sur la philosophie du langage. De 1954 à 1955, il est un Fulbright Fellow à Kyoto au Japon.
Il est président du département de philosophie de Stanford de 1969 à 1972.
En 1979, il est élu président de la division Pacifique de l'American Philosophical Association. Il est un Guggenheim Fellow à l'Université d'Oxford en 1973.
Il prend sa retraite de Stanford en 1988 et est désigné professeur émérite.
Sa thèse de doctorat sur Zhang Xuecheng, philosophe et historien négligé de dynastie Qing, est publiée en 1966 sous le titre Life and Thought of Chang Hsüeh-Ch'eng, 1738-1801, et remporte le prix Stanislas-Julien cette année-là. Dans le domaine de la philosophie, sa contribution majeure est l'application des techniques de la philosophie analytique à l'étude de la pensée chinoise. En sinologie, l'une de ses contributions est l'effort de dater précisément la fondation de la dynastie Zhou grâce à de l'archéoastronomie. La date traditionnelle était de 1122 av. J.-C., mais Nivison suggère plutôt qu'il s'agit de 1045 av. J.-C. Il Nivison désapprouve fortement la plupart des dates publiées par le projet de chronologie Xia-Shang-Zhou du gouvernement chinois.
Nivison meurt chez lui à Los Altos, en Californie, le 16 octobre 2014, à l'âge de 91 ans.

## Publications
- The Ways of Confucianism: Investigations in Chinese Philosophy. Edited with an introduction by Bryan W. Van Norden. Chicago: Open Court Publishing, 1996. Chinese translation published as 儒家之道 : 中国哲学之探讨 (Nanjing : Jiangsu renmin chubanshe, 2006).
- Nivison, David S. (1953). "The Literary and Historical Thought of Chang Hsüeh-ch'eng, 1738-1801: A Study of His Life and Writing, With Translations of Six Essays from the Wen-shih t'ung-i".  Ph.D. dissertation (Harvard University).
- The Riddle of the Bamboo Annals (Zhushu jinian jiemi 竹書紀年解謎), Taipei: Airiti Press, 2009.  (ISBN 978-986-85182-1-6), résumé par Nivison ici.
- Key to the Chronology of the Three Dynasties: The "Modern Text" Bamboo Annals, Philadelphia: Dept. of Asian and Middle Eastern Studies, University of Pennsylvania, 1999. (ASIN B0006R6NXK)
- David S. Nivison, The Ways of Confucianism : Investigations in Chinese Philosophy, Chicago, Open Court, 1996 (ISBN 0812693396, lire en ligne)
- The Life and Thought of Chang Hsüeh-ch'eng. Stanford:  Stanford University Press, 1966. Google Book.
- Communist Ethics and Chinese Tradition. (Cambridge: Center for International Studies, Massachusetts Institute of Technology, 1954). ISBN
- David S. Nivison and Arthur F. Wright, eds. Confucianism in Action. (Stanford, CA: Stanford University Press, Stanford Studies in the Civilizations of Eastern Asia, 1959).